# Otter (Nedersaksen)
Otter is een gemeente in de Duitse deelstaat Nedersaksen. De gemeente maakt deel uit van de Samtgemeinde Tostedt in het Landkreis Harburg. Otter telt 1.783 inwoners.
Tot de gemeente Otter behoren, naast het gelijknamige dorp, de ten zuidoosten daarvan gelegen plaatsjes Klein-Todtshorn, Groß-Todtshorn en Ottermoor, alsmede enige boerderijen met eigen plaatsnaam. Zie ook de plattegrond op de website over natuurreservaat Obere Wümmeniederung (zie onderstaande link).

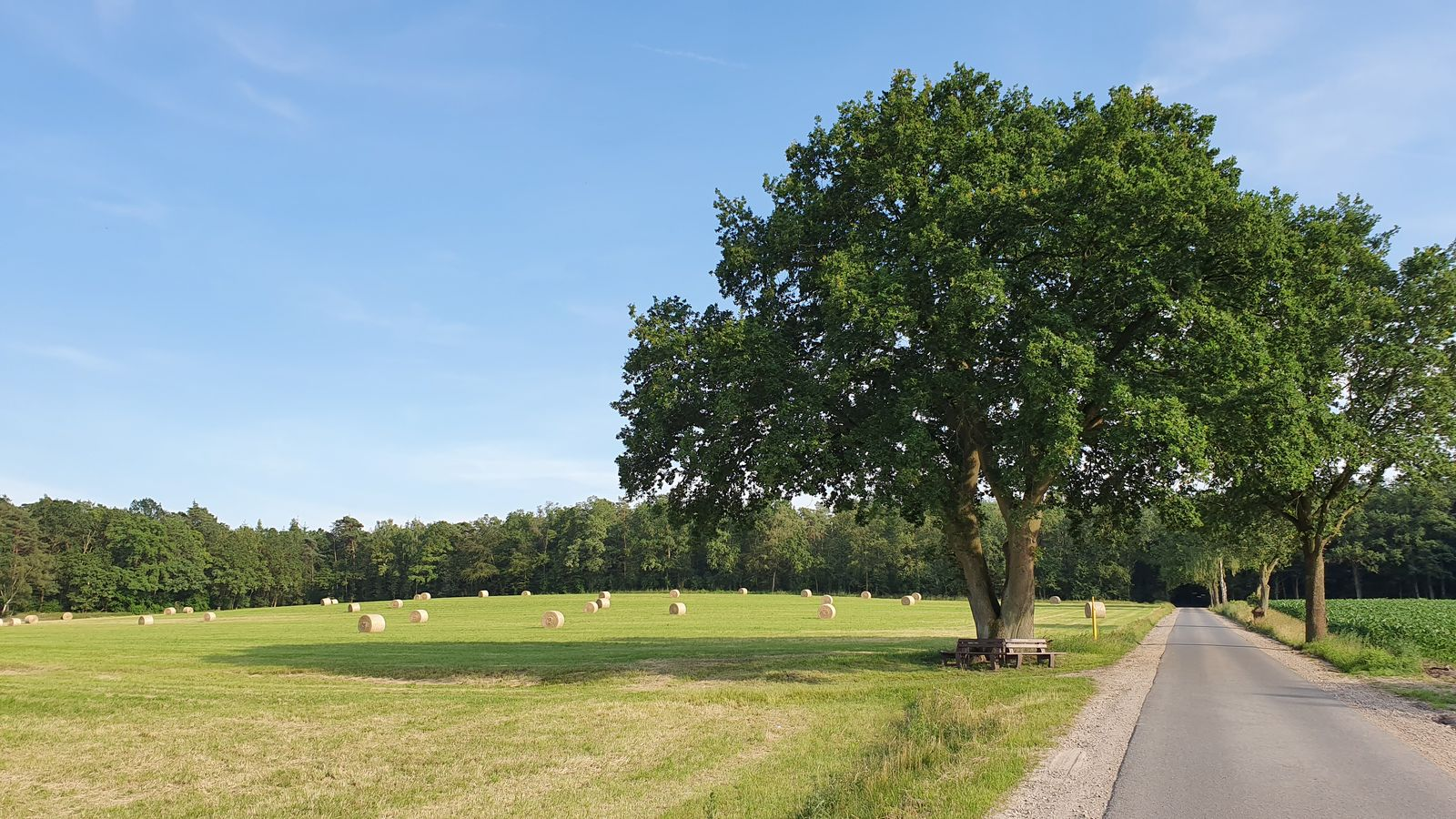
Landschap bij de Otterberg
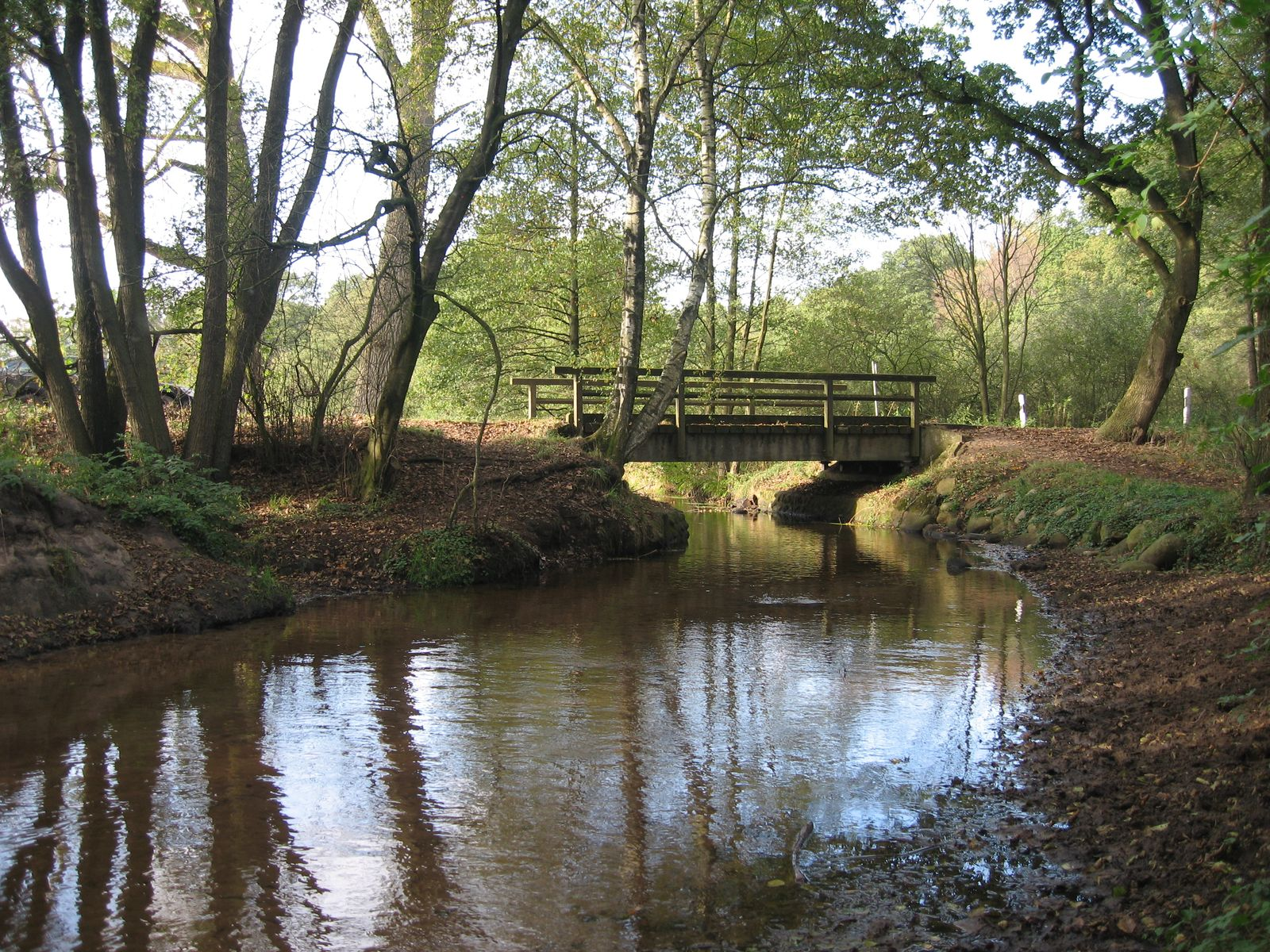
De Wümme nabij de boerderij Riepshof in de omgeving van Otter
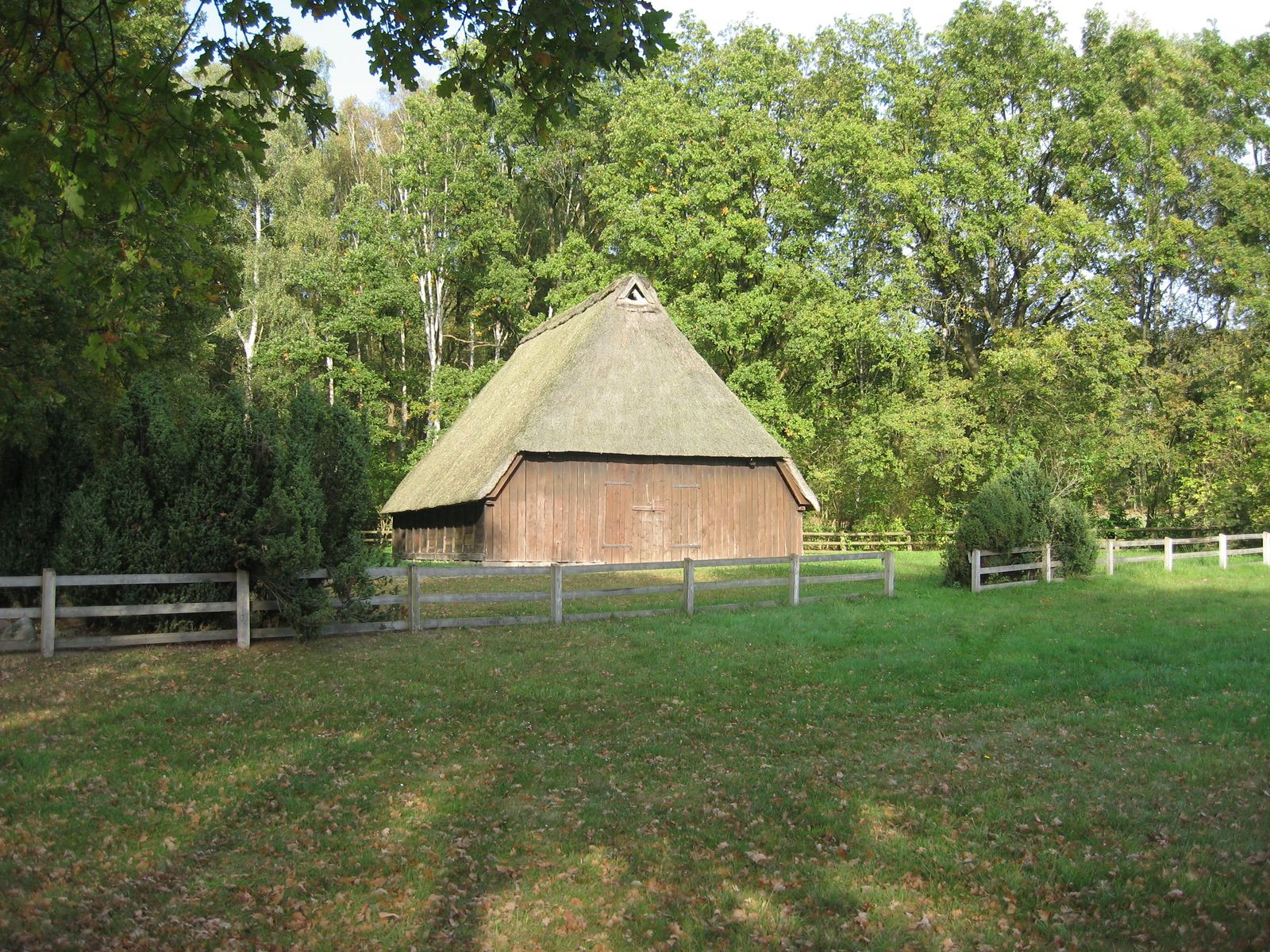
Voor de streek karakteristieke schuur (schaapsstal van Otter)
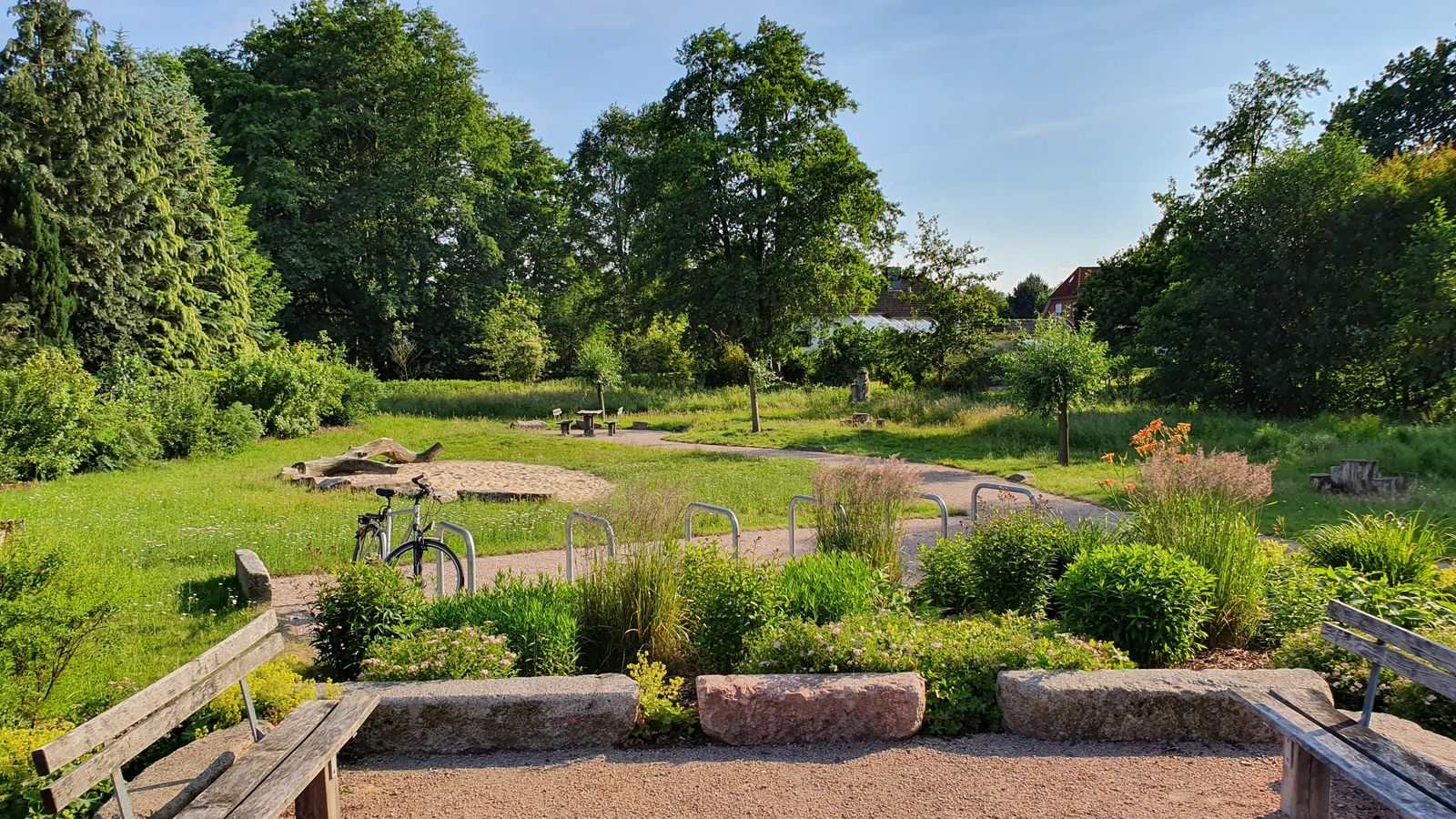
Picknickplek aan een fietsroute nabij Otter
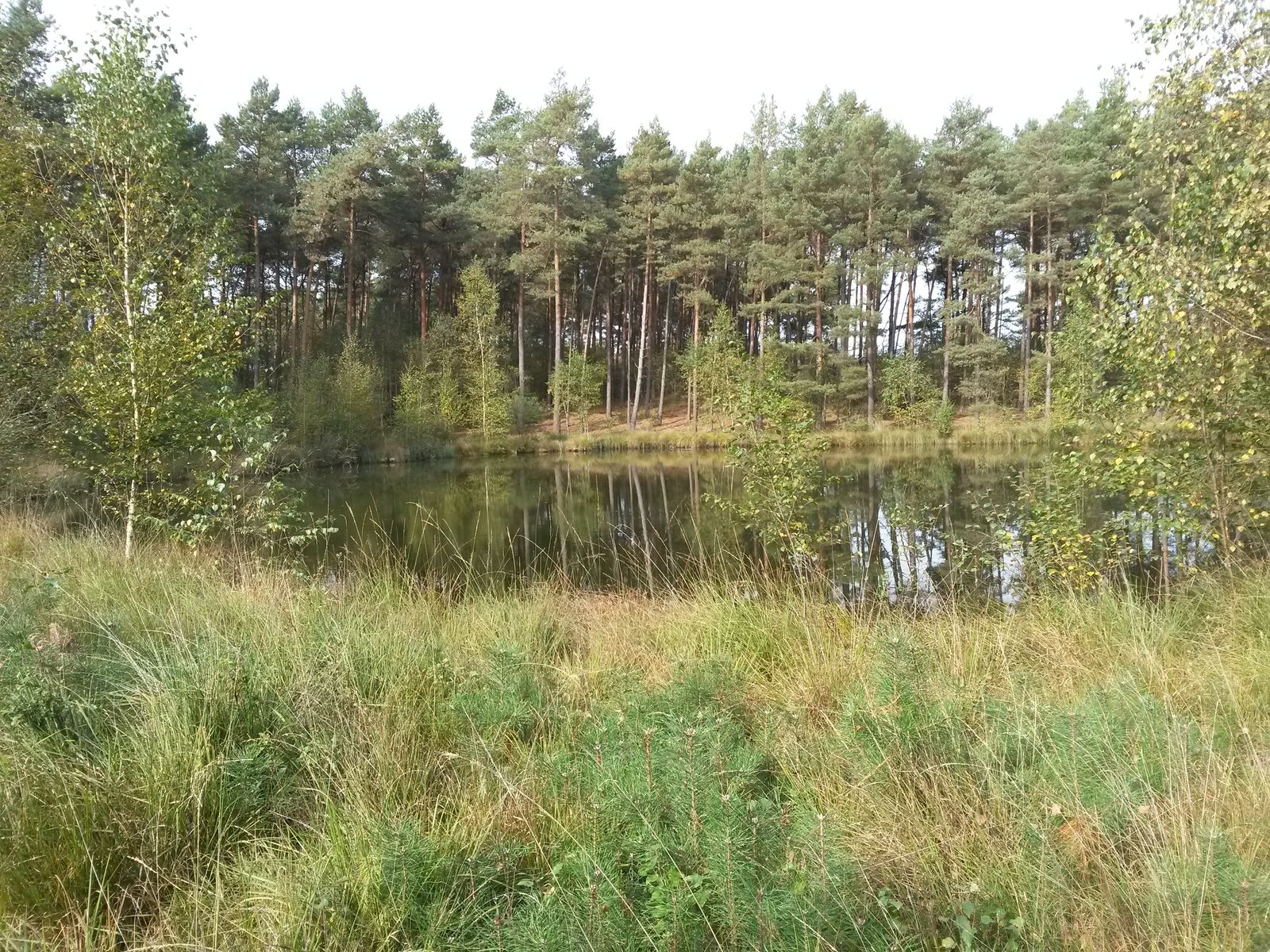
Ven in het natuurreservaat Heidemoor bei Ottermoor

De gemeente ligt aan de noordelijke rand van de toeristisch aantrekkelijke Lüneburger Heide. Op de 101 meter hoge heuvel Otterberg ontspringt de Oste, een zijrivier van de Elbe. De bovenloop van de Wümme loopt door het natuurreservaat Obere Wümmeniederung. Dat ligt grotendeels in de gemeente Otter. Hieraan grenst een ander natuurreservaat, het 121 hectare grote veengebied Heidemoor bei Ottermoor dat vanwege de biodiversiteit erg waardevol is.
De bevolking van de gemeente Otter leeft van het toerisme naar de Lüneburger Heide; Otter ligt aan een aantal wandel- en fietsroutes daardoorheen. Verder is er nog enige landbouw.

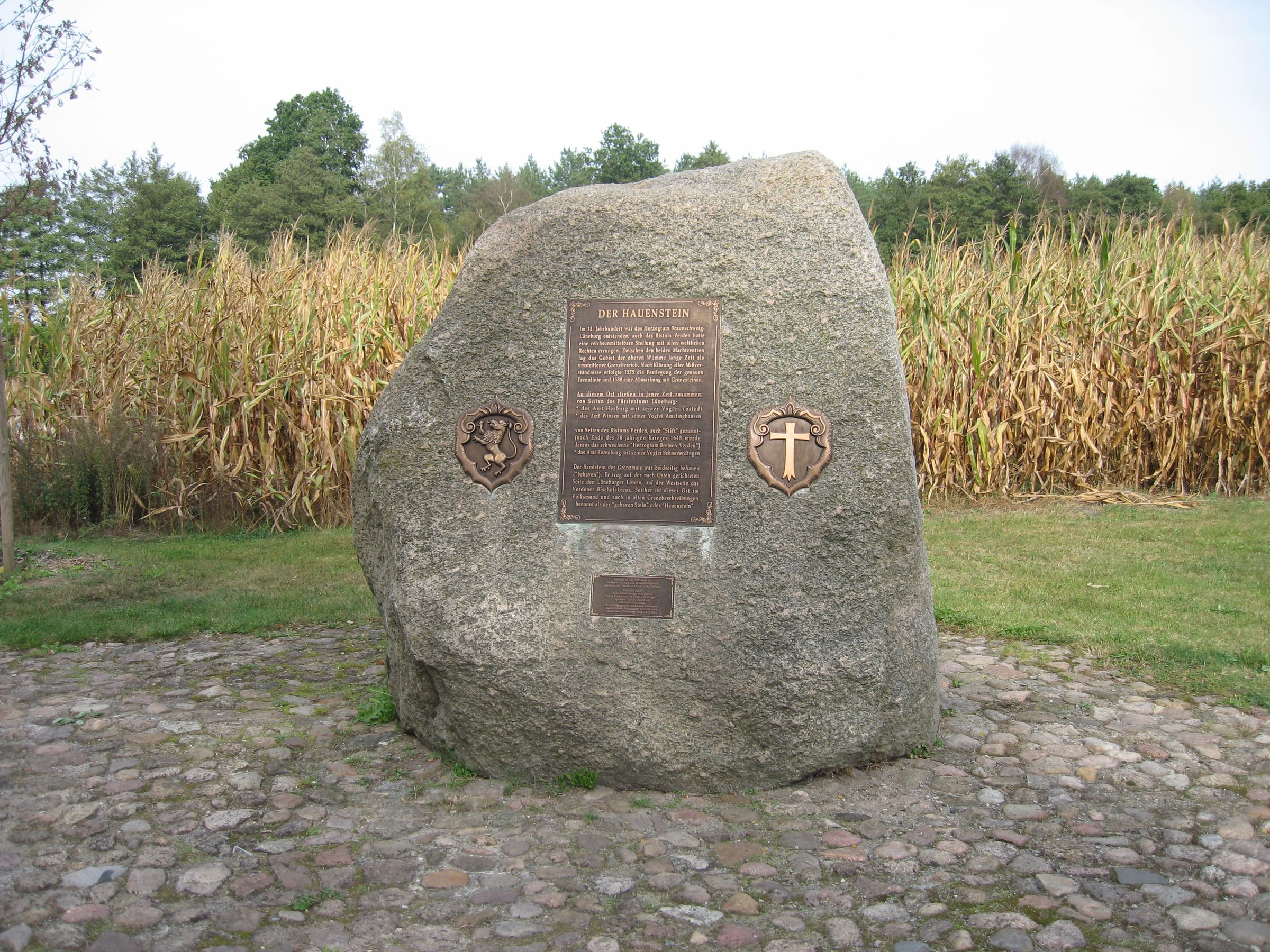
Grenssteen Hauenstein
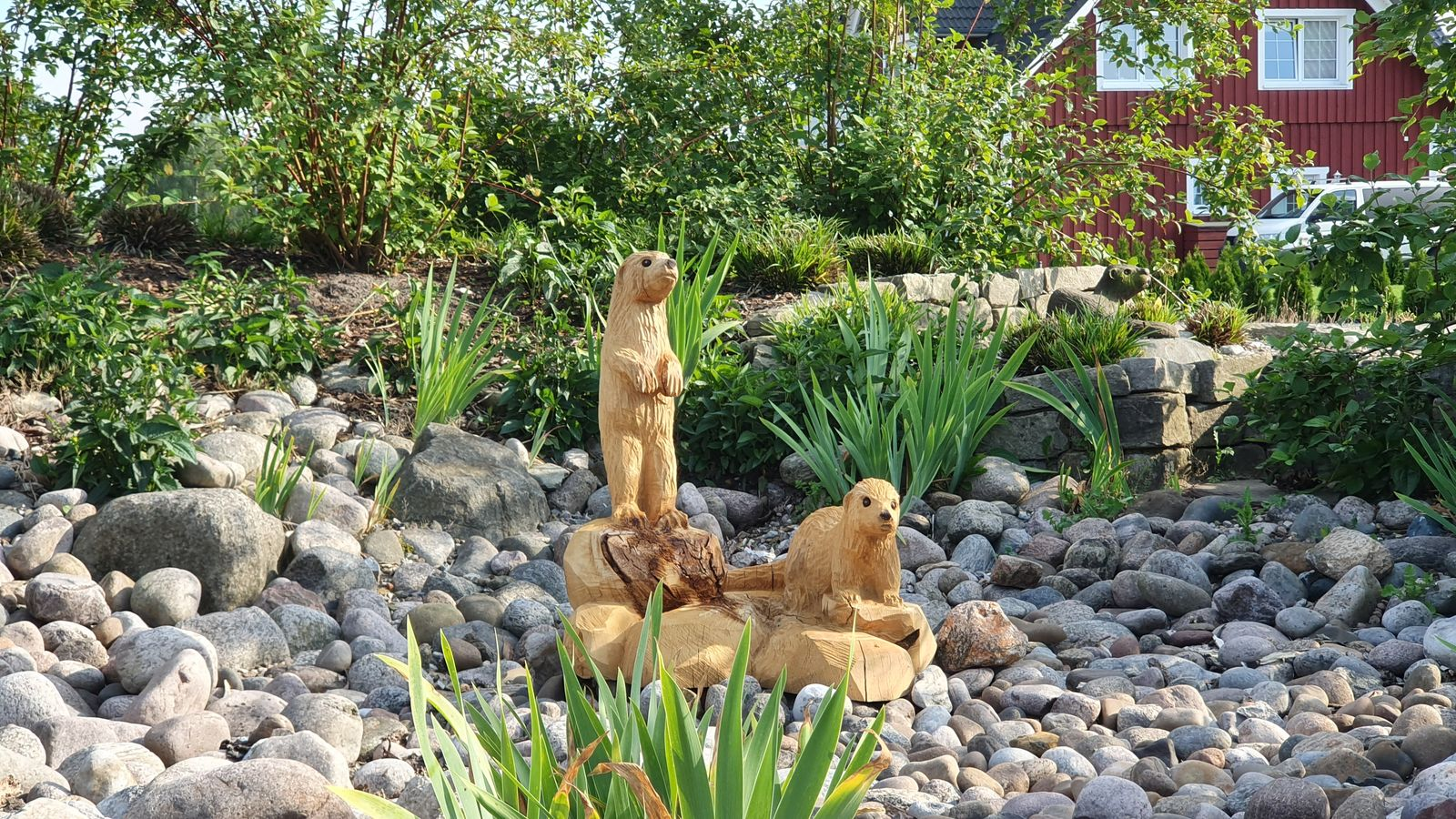
Beeldhouwwerk van een otter op een rotonde te Otter

De (in 1319 voor het eerst in een document vermelde) naam van de plaats Otter is van onbekende herkomst, en heeft waarschijnlijk geen samenhang met die van het gelijknamige zoogdier.
De gemeente koestert oude legenden en andere verhalen over opvallende dorpelingen en over kleine historische feiten. Talrijke in het verleden geplaatste gedenkstenen, en twee geplante gedenkbomen, houden deze personen en gebeurtenissen voor het nageslacht levend. Eén van die gedenkstenen, de Hauenstein, herinnert aan de alhier tussen 1575 en 1580 vastgestelde grens tussen Brunswijk en Verden.